# الرجل الصياد
الرجل الصياد كانت ندوة علمية نظمها ريتشارد لي وإيرفين ديفور في عام 1966. أسفرت الندوة عن كتاب بنفس العنوان، وحاولت لأول مرة تجميع نظرة شاملة على البحوث الإثنوغرافية الحديثة حول صيادي الجمعيات.
يرى إيريكسن ونيلسون أن الندوة كانت واحدة من أبرز نقاط علم البيئة الثقافية. يذكرون أن الندوة تركزت على الصيادين والمجمعين المعاصرين وأشاروا إلى أن المساهمين كانوا في الغالب علماء الأنثروبولوجيا الثقافية الأمريكيين. كانت النقطة الرئيسية للندوة هي أنه بما أن الصيد كان المصدر الأصلي للعيش للإنسانية، فإن أي نظرية حول المجتمع وطبيعة الإنسان ستتطلب معرفة عميقة بكيفية عيش الصيادين. أكدت الندوة أيضًا على التنافس بين الفهم الثقافي والمادي للثقافة والمجتمع.
أُقيمت الندوة في مركز التعليم المستمر بجامعة شيكاغو من 6 إلى 9 أبريل 1966 وحضرها العديد من الشخصيات الأكثر تأثيرًا في علم الأنثروبولوجيا في ذلك الوقت. بالإضافة إلى لي وديفور، حضر الندوة مارشال سالينز، أرام ينجويان، جورج بيتر مردوك، كولن تيرنبول، لويس بينفورد، وجوليان ستيوارت. صدر الكتاب المقابل، الذي يحتوي على الأوراق المقدمة في الندوة، عن شركة ألدين ترانساكشن في عام 1968.

## النقد
تعرض كتاب "الرجل الصياد"في العقود التي تلت نشره، لانتقادات من قبل علماء الأنثروبولوجيا الاجتماعية والآثريين على حد سواء. بينما أكد المشاركون في الندوة دراساتهم لصيادي الجمعيات كوصلة إلى الماضي البليستوسيني، انتقد المؤرخون البارزون مثل إدوين ويلمسن وجيمس دينبو هذا النهج في ما أصبح يعرف بـ "مناظرة كالاهاري". كما انتقدت النسويات مثل جين كوليير وميشيل روسالدو الافتراضات المتعلقة بالجندر في "رجل الصياد"، حيث أبرزن كيف تم اعتبار الأنشطة المرتبطة بالذكورة مثل الصيد محورية لتطور الإنسان، في حين تم إغفال أعمال النساء المسماة بـ "أعمال النساء" واعتبارها غير مهمة تطوريًا. وفي نهاية المطاف، تركزت الانتقادات على الطرق التي تم فيها اعتبار المجتمعات الصيادة-الجامعة كمديرين "سلبيين" للمناظر الطبيعية. باستخدام الأدلة الأثرية لإظهار كيف أن استراتيجيات إدارة المناظر الطبيعية مثل استخدام النار شكلت المناظر الطبيعية على نطاق واسع، أظهر علماء الآثار مثل كينت لايتفوت، روب كوثريل، تشاك ستريبلين، ومارك هيلكيما كيف قام صيادو الجمعيات الأصليون بتغيير البيئة.
وفقًا لكارا أوكوبوك وسارة ليسي، على خلاف نظرية "رجل الصياد"، "79% من الجمعيات الباحثة التي لديها وصف واضح لاستراتيجياتها في الصيد تتضمن صيادات نساء"، وأن النساء شاركن في الصيد بغض النظر عن وضعهن في الإنجاب.